# Stipulina
Stipulina es un género de foraminífero bentónico considerado como nomen nudum e invalidado, aunque también considerado un sinónimo posterior de Rectostipulina de la familia Syzraniidae, de la superfamilia Robuloidoidea, del suborden Lagenina y del orden Lagenida. Su especie tipo es Rectostipulina quadrata. Su rango cronoestratigráfico abarcaba el Changhsingiense (Pérmico superior).

## Clasificación
Stipulina incluye a las siguientes especies:
- Stipulina deshayesiana †
- Stipulina tiddemani †